# 雷雨喘息

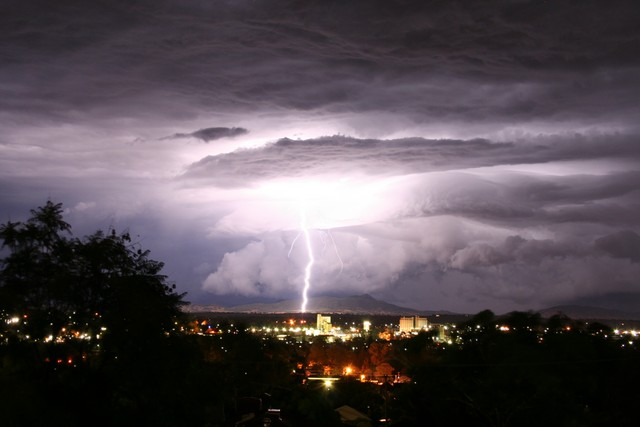
オーストラリアニューサウスウェールズ州 タムワースの雷雨。

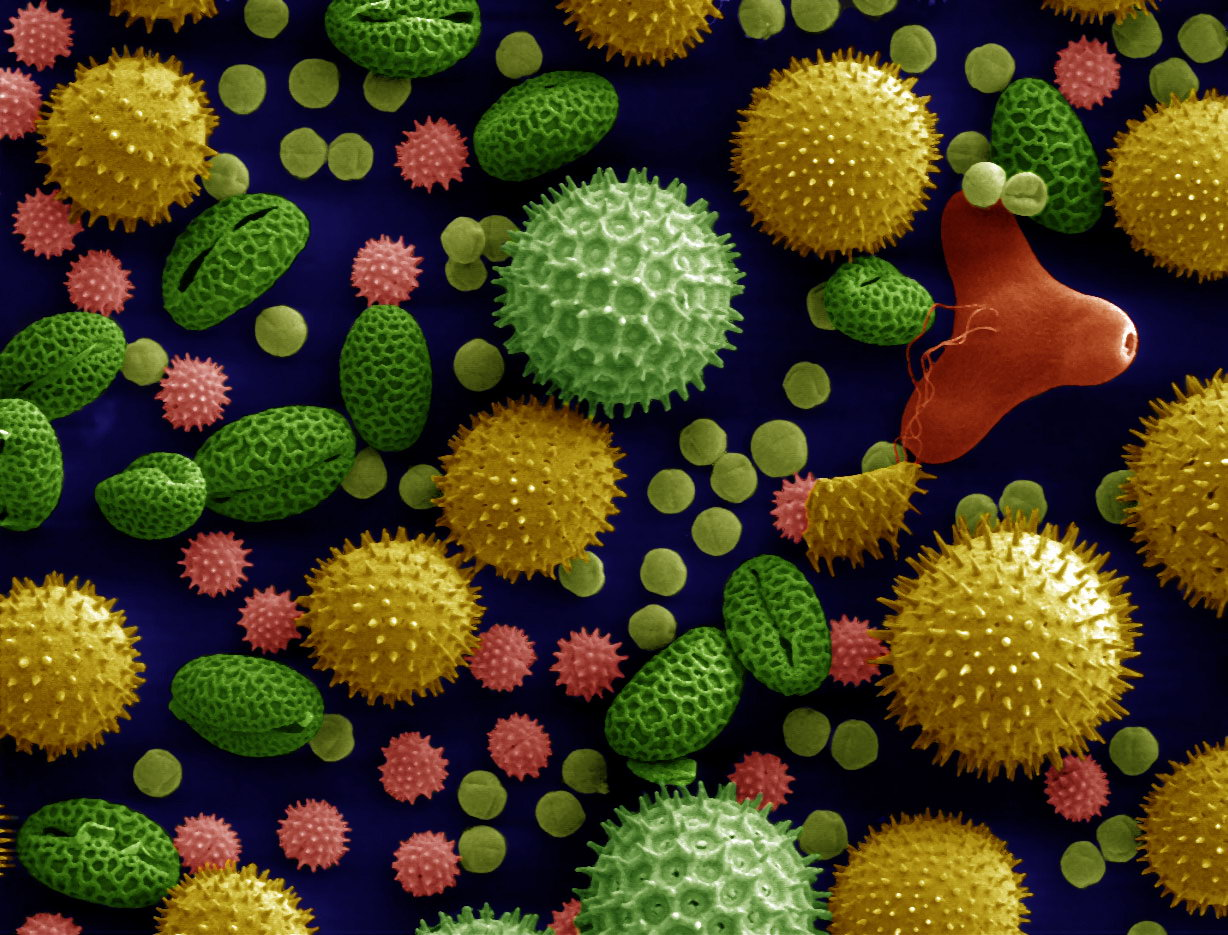
走査型電子顕微鏡を用いて着色された、様々な植物の花粉の粒子。

雷雨喘息（らいうぜんそく、英語: thunderstorm asthma、別名、thunder fever、pollen bomb）は、局地的な雷雨によって直接引き起こされる環境条件が引き金を引く気管支喘息の発作。発症が急性であり、また、地域住民が広く同じ誘発条件に晒されるため、深刻な雷雨喘息の流行は、公衆衛生機能に重大で制御不能なストレスを与える可能性がある。
雷雨喘息は、広く認知されているものの完全には解明されていないが、雷雨の際に花粉が湿度を吸収し破裂することで、さらに小さな粒子となり、風に乗って容易に拡散されると考えられている。比較的大きな花粉は、通常は鼻毛で排除されるが、より小さな花粉の断片はそこを通り抜け、肺にまで達し、喘息の発作を誘発する。

## 歴史
雷雨喘息の現象が知られるようになったのは1980年代以降のことであり、イングランドのバーミンガムで1983年7月に発生したのが最初の顕著な事例と見なされることが多い。1983年から2013年の間に救急外来に喘息関連で運ばれた患者数が異常に多くなった事例を調査した2013年の研究では、そうした事例と雷雨との間に強い相関関係を見出したが、非常にまれな出来事であるため、こうした現象についての詳細な研究はほとんど行われていないとも指摘した。
この現象の研究にとっての大きな契機は、2016年11月にオーストラリアのメルボルンでの例だった。記録に残るものとして最も深刻な流行性雷雨喘息の事例として認識されることとなったこのときの発症は、同市の救急システムと一部の地元の病院を圧倒し、救急外来を訪れる喘息の症例数は、普段の平均の10倍に増加し、10人が死亡した。ひと月後、クウェートでも雷雨喘息が広がり、少なくとも5人が死亡し、多数が集中治療室 (ICU) に送られた。
以降、流行性の雷雨喘息の事象に関する報告が、オーストラリアのウォガウォガ、イングランドのロンドン、イタリアのナポリ、アメリカ合衆国のアトランタ、イランのアフヴァーズから上がってきた。

## 統計
雷雨喘息に冒された者の多くは、過去に喘息の発作を経験していなかった。
雷雨喘息に冒された者の95%は花粉症の経験者であり、96%は草の花粉に対するアレルギーが陽性で、特にドクムギ属へのアレルギーが強かった。ドクムギ属の花粉のひとつの粒子は、最大で700個の小さなデンプン顆粒を含んでおり、その粒径は 0.6 μmから2.5 μmほどしかなく、肺の下気道に到達できる大きさになっている。

## 対策
草アレルギーの病歴をもつ患者は、喘息の検査を受けるべきであり、草アレルギーと喘息の両方を発症している場合は、治療も受けるべきである。既知の喘息患者は治療を受け、予防的投薬プロトコルの遵守の重要性についてカウンセリングを受ける必要がある。重症喘息に有効な予防的治療にはアレルゲン免疫療法（AIT）、特に舌下免疫療法（SLIT）などがある。

## おもな事象
- 1983年7月6日–1983年7月7日 – イングランド、バーミンガム
- 1987年11月8日 – オーストラリア、メルボルン
- 1989年11月29日–1989年11月30日 – オーストラリア、メルボルン
- 1994年7月24日–1994年7月25日 – イングランド、ロンドン
- 1997年10月30日 – オーストラリア、ウォガウォガ
- 2004年6月4日 – イタリア、ナポリ
- 2010年11月25日 – オーストラリア、メルボルン
- 2013年11月2日 – イラン、アフヴァーズ
- 2016年11月21日 – オーストラリア、メルボルン
- 2016年12月1日 – クウェート、およびサウジアラビア、リヤド
- 2023年6月12日 – イングランド、テムズバレー（英語版）